# Frente Obrero Campesino Estudiantil y Popular
El Frente Obrero, Campesino, Estudiantil y Popular (FOCEP) fue un partido político peruano, fundado inicialmente como una alianza política, que luego se constituyó como un partido político.

## Historia
Fue fundado como una coalición política en 1977 en torno a Genaro Ledesma Izquieta, la formaron el Partido Socialista de los Trabajadores, el Partido Comunista Peruano (Marxista-Leninista) y el Partido Obrero Marxista Revolucionario. El FOCEP participó en las elecciones constituyentes de 1978 y obtuvo 12 de los 100 escaños. Luego para las elecciones generales de 1980 la coalición se fracturo y disidentes de los tres partidos fundadores lo refundaron como un partido independiente con Ledesma nuevamente como líder de este.
Participó en las elecciones de 1980, y luego en las elecciones de 1985 y de 1990 en alianza con la IU dentro de su lista.
Mantiene buenas relaciones con el Partido del Trabajo de Corea. En 1992 firmó la Declaración de Pionyang, durante el 80° aniversario del fallecimiento de Kim Il-sung.